# Rudy Ricciotti

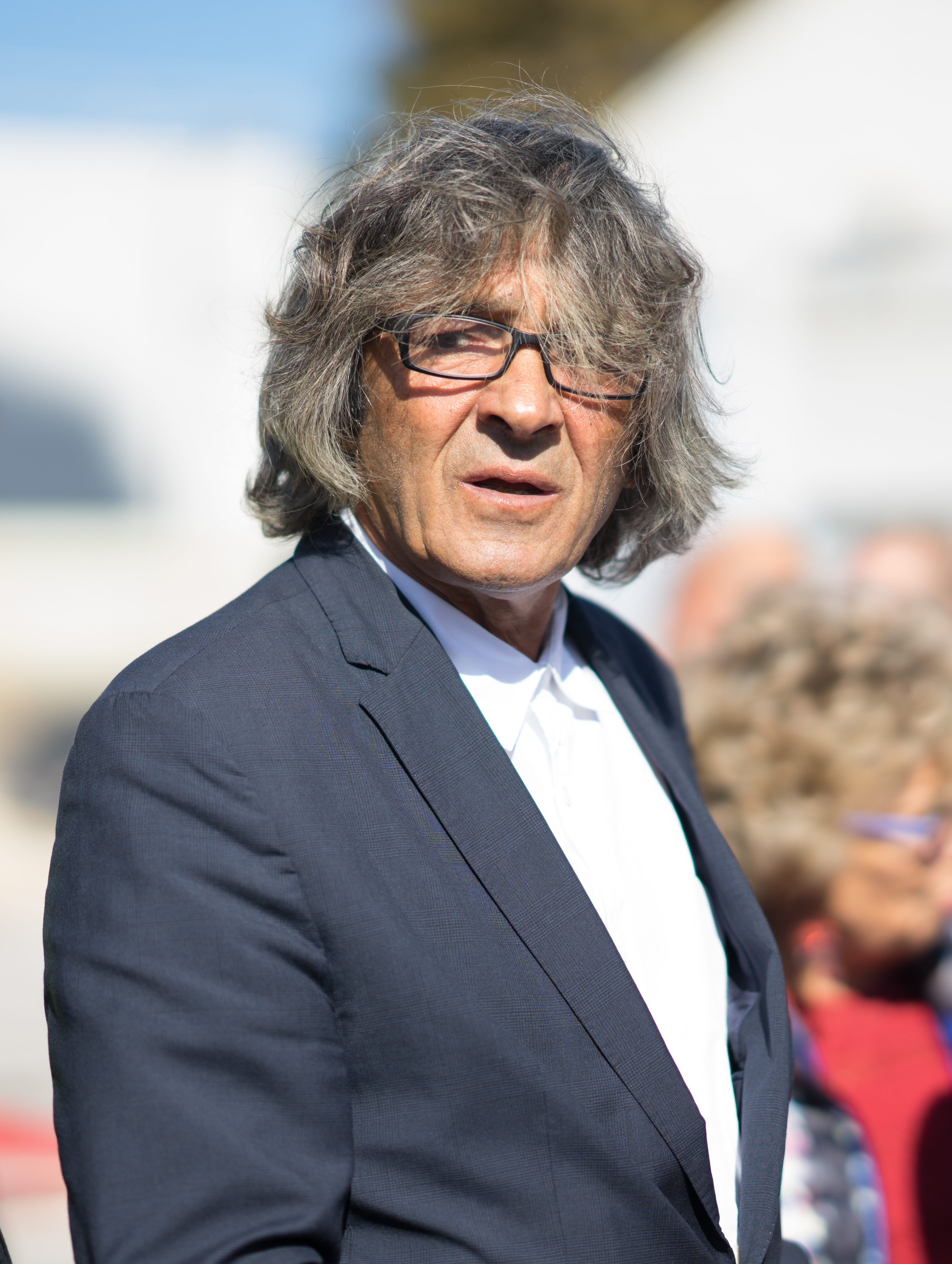

Rudy Ricciotti, född 22 augusti 1952 i Algeriet, är en fransk arkitekt.
Rudy Ricciotti utbildade sig på Haute école du paysage, d'ingénierie et d'architecture de Genève med examen 1974 och École nationale supérieure d'architecture de Marseille med examen 1980. Han leder en arkitektbyrå i Bandol. 
Han mottog franska Grand prix national d'Architecture år 2006.

## Verk i urval
- Musée des Civilisations de l'Europe et de la Méditerranée (MuCEM) i Marseille i Frankrike, 2013
- Musée Jean-Cocteau Collection Séverin Wunderman i Menton i Frankrike, 2011
- Musée Mémorial du camp de Rivesaltes i Rivesaltes i Frankrike, 2011
- Centre chorégraphique national i Aix-en-Provence i Frankrike, 2006
- Gare maritime i  Marseille , 2000
- Konserthallen Nikolaisaal i  Potsdam i Tyskland, 2000
- Musée des Arts Premier, Quai Branly i Paris, 1999